# La Sauze
Alain Sauzel Sérilhac (Auvelhan, 1943 - Narbona, 9 de gener de 2023), amb nom artístic La Sauze, va ser un cantant occità. Va ser un dels darrers representants de la Nova Cançó occitana.
Va començar a cantar el 1977 amb un repertori propi i algunes adaptacions de Georges Brassens i Jean Ferrat. Dins del moviment de la Nòva Cançon, La Sauze tenia un repertori dedicat a la llengua i la poesia, amb lletres que sovint utilitzen l'humor i la ironia, el que contrasta amb els grans noms del moviment com Martí o Mans de Breish, que s'expressaven amb lletres molt més polítiques i combatives.
És conegut per la cançó Montredon, que fou un homenatge a Émile Pouytès i Joël Le Goff, morts durant els disturbis dels viticultors de l'Aude de 1976, i per la cançó La lenga.

## Discografia
- 1978: Lo vinhairon (reed. 2009)
- 1979: Montredon (reed. 2009)
- 1983: La super-vedèta (reed. 2009)
- 1986: Tonton Francés (reed. 2009)
- 1997: En concèrt (reed. 2009)
- 2003: La tèrra se botiòla
- 2009: Espace Léo 1987